# Nordijska vaterpolska liga
Nordijska vaterpolska liga, odnosno Nordic Water Polo League (NWPL) ili ponekad u tisku Northern European Water Polo League
Ligu su osnovali Jose Javier Veganzones, igrač Stockholm Polisena i Raul Perian, trener-igrač Turun Uimarita u siječnju 2019.
Prva sezona natjecanja bila je 2019.
Prve utakmice prvog izdanja regionalne lige odigrane su 9. i 10. veljače 2019.

## Popis klubova koji su sudjelovali (2019. – 2023./24.)
U zagradi je godina prvog sudjelovanja.
Poredani abecedno prvo po sjedištu kluba pa zatim po nazivu, preskačući oznaku vrste kluba.
ugašeni klubovi
Napomena: U izvorima se neki klubovi navode pod različitim nazivima ili inačicama naziva (uglavnom neovisnih o sponzorstvu) - ovdje su navedeni svi takvi nazivi.
Belgija
- KAZSc Antwerp / Antwerpse waterpolo, Antwerp (2022./23.)

Češka
- Kometa Brno / Kometa Brno vodní pólo / KPSP Kometa Brno, Brno (2022.)

Danska
- KVIK Kastrup / Kvik Vandpolo, Kopenhagen (2022.)

Engleska
- Cheltenham SWPC / CSWPC, Cheltenham (2022./23.)

Finska
- Cetus Espoo / Cetus vesipallo, Espoo (2019.)
- Uintiseura Kuhat Academy / Kuhat Helsinki, Helsinki (2019.)
- Kuopion Uimaseura vesipallo, Kuopio (2019./20.)
- Turun Uimarit, Turku (2019.)

Irska
- Corrib Waterpolo Club, Galway (2023./24.)

Latvija
- Riga Sharks, Riga (2022./23.)

Litva
- Litva U19 (2023./24.)
- EVK Žaibas / VK Žaibas Elektrėnai / Vandensvydžio Klubas Žaibas Elektrėnai Wilno, Elektrėnai (2022.)
- VK Kaunas, Kaunas (2022./23.)
- Vilniaus Delfinas[7] / Vilniaus SSC Delfinas[8][9] / Vilnius MSC-Baltic Amadeus[10] / VMSC-Baltic Amadeus / Vandensvydis Vilniuje[11][12] / Vandensvydis Baltic Amadeus Vilnius / Baltic Amadeus Vilnius[13], Vilnius (2019./20.)

Nizozemska
- ZV De Ham ZC, Krommenie (2023./24.)

Njemačka
- SG Neukölln, Berlin (2023./24.)

Poljska
- ŁSTW Łódź / ŁSTW Ocmer Łódź,[14] Łódź (2019./20.)
- AZS UW Waterpolo, Varšava (2022., 2022./23.)

Rumunjska
- CSU Oradea / CSU Crisul Oradea, Oradea (2023./24.)

Slovačka
- ŠKP MD Košice / ŠKP Modrí Draci Košice / Modrí Košice, Košice-Staré Mesto (2022./23.)
- KVP Nováky, Nováky (2022.)
- KVP Kúpele Piešťany / Waterpolo Piešťany, Piešťany (2022.)

Španjolska
- CE Mediterrani, Barcelona (2023./24.)
- Tenerife Echeyde / Waterpolo Tenerife Echeyde, Santa Cruz de Tenerife (2023./24.)

Švedska
- Järfälla Vattenpolo, Järfälla (2019.)
- Linköping SF / Linköpings Vattenpolo, Linköping (2023./24.)
- Vattenpolo Akademin Malmö / SVA Malmö,[15] Malmö (2022.)
- Hellas SK / Hellas SK - Vattenpolo, Stockholm (2019.)
- SK Neptun, Stockholm (2022./23.)
- SPIF Stockholm / SPIF Vattenpolo / SPIF-Sim Vattenpolo / Stockholmspolisens IF Vattenpoloförening / Stockholm Polisen, Stockholm (2019.)

Švicarska
- SC Kreuzlingen Wasserball, Kreuzlingen (2022./23.)

Ukrajina
- VK Dynamo Lviv, Lviv (2022., 2022./23.)

## Izdanja
Kazalo
* U zagradi je broj klubova, odnosno država, koji je inicijalno trebao sudjelovati u Ligi; izbačeni ili odustali.
/broj označava broj klubova, odnosno država koji je ušao u kvalifikacije za Ligu (oni koji su ispali igrali su u Nordijskom trofeju).
+ označava broj klubova koji je igrao neko LEN natjecanje te se u Ligu uključio u kasnijoj fazi.
| Lokacija završnog turnira | Godina    | Broj * država | Broj * klubova | Broj * klubova | Prvaci              | rez.  | #2                   | #3                   | #4                  | #1 nakon osnovnog dijela                  | Ref                                                     |
| Lokacija završnog turnira | Godina    | Broj * država | liga           | doigr.         | Prvaci              | rez.  | #2                   | polufinalisti        | polufinalisti       | #1 nakon osnovnog dijela                  | Ref                                                     |
| ------------------------- | --------- | ------------- | -------------- | -------------- | ------------------- | ----- | -------------------- | -------------------- | ------------------- | ----------------------------------------- | ------------------------------------------------------- |
| Stockholm                 | 2023./24. | 12/14         | 14+1/21+1      | 8              |                     |       |                      |                      |                     | grupe A, B, C, D i E → grupe F, G, H1, H2 | [ 16 ] [ 17 ] [ 18 ] [ 19 ] [ 20 ] [ 21 ] [ 22 ] [ 23 ] |
| Nováky                    | 2022./23. | 9(11)         | 17(20)         | 8              | KVP Nováky          | 13:8  | EVK Žaibas           | Dynamo Lviv          | ŠKP MD Košice       | grupe A, B, C i D → grupe E, F, G i H     | [ 24 ] [ 25 ] [ 26 ] [ 27 ] [ 28 ] [ 29 ] [ 30 ] [ 31 ] |
| Łódź                      | 2022.     | 7             | 11(15)         | 8              | KVP Nováky          | 16:13 | EVK Žaibas           | Turun Uimarit        | Järfälla Vattenpolo | grupe A, B i C                            | [ 32 ] [ 33 ] [ 34 ] [ 35 ] [ 36 ] [ 37 ]               |
| Turku                     | 2021.     | 4             | 6(8)           | 6              | ŁSTW Łódź           | 11:10 | Vandensvydis Vilnius | Turun Uimarit        | Järfälla vattenpolo | grupe A i B                               | [ 38 ] [ 39 ] [ 40 ] [ 41 ] [ 42 ]                      |
| Stockholm                 | 2019./20. | 4             | 9              | 6              | Turun Uimarit       | 18:15 | Järfälla Vattenpolo  | Vandensvydis Vilnius | ŁSTW Łódź           | grupe A i B                               | [ 43 ] [ 44 ] [ 45 ] [ 46 ] [ 47 ] [ 48 ] [ 49 ] [ 50 ] |
| Turku                     | 2019.     | 2             | 6              | 6              | Järfälla Vattenpolo | 15:7  | Turun Uimarit        | SPIF Stockholm       | Hellas SK           | SPIF Stockholm [5–0–0]                    | [ 51 ] [ 52 ] [ 53 ] [ 54 ] [ 55 ]                      |

### Vječna ljestvica
zaključno sa izdanjem 2022./23. 
| Nepoznata kratica »« | Klub                 | Sjedište   | Prvak | Drugi | TOP4 | Ostali nazivi; Napomene |
| -------------------- | -------------------- | ---------- | ----- | ----- | ---- | ----------------------- |
|                      | KVP Nováky           | Nováky     | 2     | 0     | 2    |                         |
|                      | Turun Uimarit        | Turku      | 1     | 1     | 4    |                         |
|                      | Järfälla Vattenpolo  | Järfälla   | 1     | 1     | 4    |                         |
|                      | ŁSTW Łódź            | Łódź       | 1     | 0     | 2    |                         |
|                      | EVK Žaibas           | Elektrėnai | 0     | 2     | 2    |                         |
|                      | Vandensvydis Vilnius | Vilnius    | 0     | 1     | 2    |                         |

## Nagrade
| Sezona    | MVP                          | Najbolji strijelac                 |
| --------- | ---------------------------- | ---------------------------------- |
| 2024./25. | ()                           | ()                                 |
| 2023./24. | ()                           | ()                                 |
| 2022./23. | Juraj Zaťovič (KVP Nováky)   | Pieterjan D'Hooghe (KAZSc Antwerp) |
| 2022.     | Juraj Zaťovič (KVP Nováky)   | Stefan Tomićević (ŁSTW Łódź)       |
| 2021.     | Stefan Tomićević (ŁSTW Łódź) | Stefan Tomićević (ŁSTW Łódź)       |
| 2019./20. | ()                           | ()                                 |
| 2019.     | ()                           | ()                                 |

## Nordijski trofej
Radi se o natjecanju 2. ranga. Nordic trophy uveden je od sezone 2023./24. Te sezone uvedene su i "kvalifikacije" za Nordijsku ligu. Ekipe koje su eliminirane iz kvalifikacija za Nordijsku ligu, natjecanje nastavljaju u grupnoj fazi Nordijskog trofeja. Zatim, najbolje ekipe grupne faze Nordijskog trofeja i ekipe eliminirane iz grupne faze Nordijske lige natječu se na završnom turniru Nordijskog trofeja.
| Lokacija završnog turnira | Godina    | Broj država | Broj klubova | Broj klubova | Prvaci | rez. | #2 | Ref           |
| Lokacija završnog turnira | Godina    | Broj država | liga         | doigr.       | Prvaci | rez. | #2 | Ref           |
| ------------------------- | --------- | ----------- | ------------ | ------------ | ------ | ---- | -- | ------------- |
|                           | 2023./24. |             |              | 8            |        |      |    | [ 60 ] [ 61 ] |

## Vanjske poveznice
- NWPL
- [neaktivna poveznica][64]